# مقاطعة ممسني
مقاطعة ممسني (بالفارسية: شهرستان ممسنی) هي إحدى مقاطعات في محافظة فارس في إيران. مركز مقاطعة ممسني هو مدينة نور آباد. عدد سكانها حوالي 166,308 نسمة وغالبيتهم من اللر. تقع المقاطعة بعيدة عن مقاطعة شيراز حوالي 180 كم.